# Rommerskirchen
Rommerskirchen település Németországban, azon belül Észak-Rajna-Vesztfália tartományban. Lakosainak száma 13 688 fő (2023. december 31.). Rommerskirchen Grevenbroich és Dormagen községekkel határos.

## Népesség
A település népességének változása:
| Lakosok száma | 11 108 | 13 129 | 13 231 | 13 377 | 13 580 | 13 688 |
|               | 1975   | 2017   | 2019   | 2021   | 2022   | 2023   |